# 대니얼 핸들러

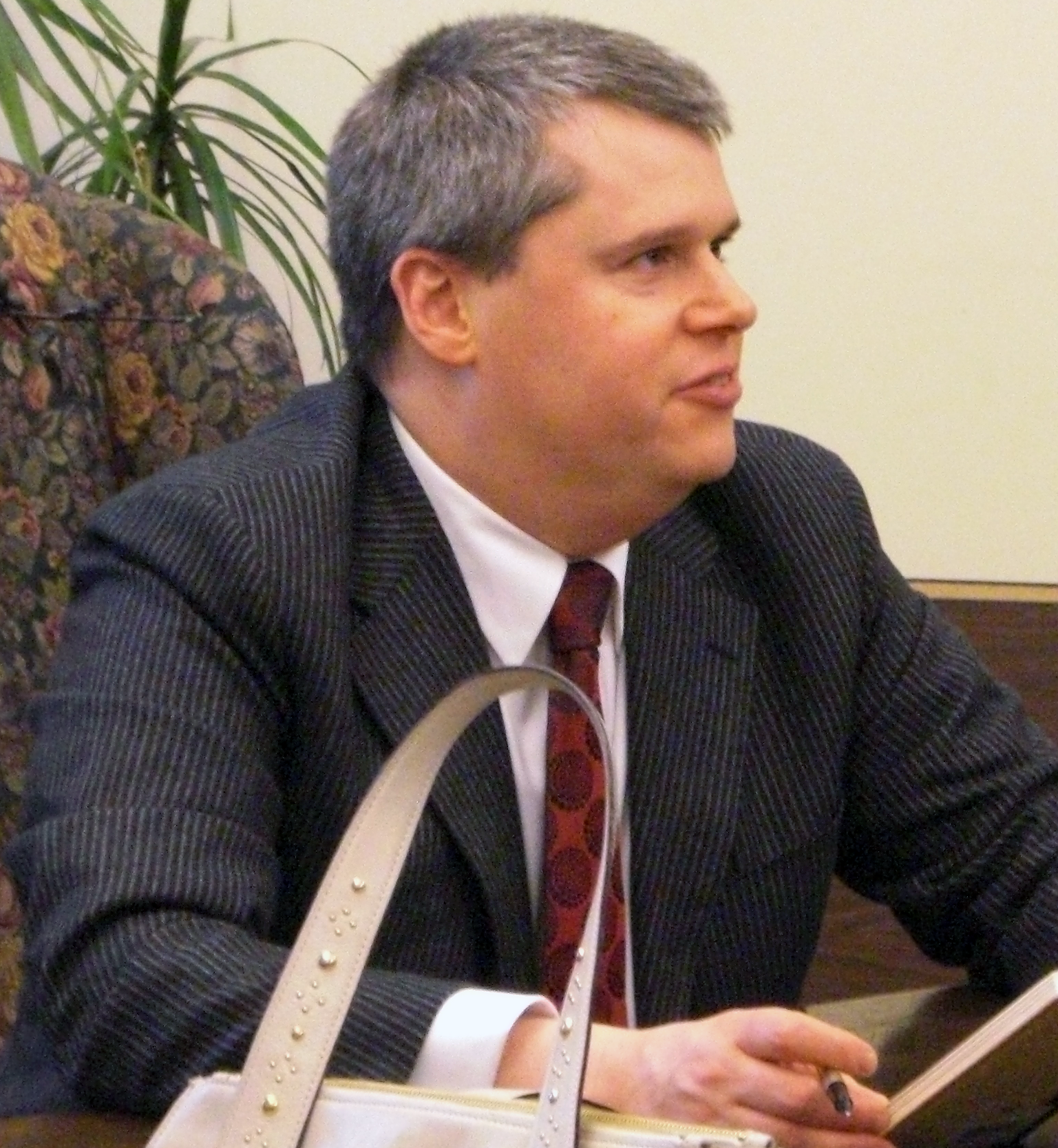
대니얼 핸들러

대니얼 핸들러(Daniel Handler, 1970년 2월 28일 ~ )는 미국의 소설가다. 핸들러는 레모니 스니켓이라는 필명으로 《불행한 사건의 연속》 시리즈를 집필하고 있다.